# Ступичанська волость
Ступичанська волость — історична адміністративно-територіальна одиниця Звенигородського повіту Київської губернії з центром у селі Ступична.
Станом на 1886 рік складалася з 13 поселень, 8 сільських громад. Населення — 5350 осіб (2547 чоловічої статі та 2803 — жіночої), 1003 дворових господарства.
|                     | Площа, десятин | У тому числі орної, дес. |
| ------------------- | -------------- | ------------------------ |
| Сільських громад    | 5200           | 4364                     |
| Приватної власності | 11901          | 8271                     |
| Іншої власності     | 292            | 266                      |
| Загалом             | 17393          | 12901                    |

Основні поселення волості:
- Ступична — колишнє власницьке село, 1098 осіб, 260 дворів, православна церква, школа, 14 вітряних млинів.
- Кайтанівка — колишнє власницьке село, 578 осіб, 113 дворів, православна церква, школа, постоялий будинок, 2 водяних млини.
- Капустина — колишнє власницьке село, 1208 осіб, 262 двори, православна церква, школа, постоялий будинок, 16 вітряних млинів, бурякоцукровий завод.
- Любомирка (Свинарка) — колишнє власницьке село при річці Вербівка, 308 осіб, 63 дворів, каплиця, школа, постоялий будинок, водяний і 3 вітряних млини.
- Вікнине — колишнє власницьке село, 672 особи, 117 дворів, православна церква, школа, постоялий будинок, водяний і 6 вітряних млинів.
- Ромейківка — колишнє власницьке село, 407 осіб, 74 двори, православна церква, школа.

Наприкінці ХІХ ст. волость було ліквідовано, поселення увійшли до складу Катеринопільської (Кайтанівка, Любомирка), Мокрокалигірської (Ступична), Петраківської (Ромейківка) та Стецівської (Вікнине, Капустине) волостей.  